# Jyske mesterskab 1945-46 (fodbold)
Det jyske mesterskab i fodbold 1945-46 var den 48. udgave af turneringen om det jyske mesterskab i fodbold for herrer organiseret af Jysk Boldspils-Union. Turneringen blev vundet af AGF for 11. gang, hvilket var en tangering af AaBs rekord for flest titler. Herning Fremad kvalificerede sig til finalen for første gang.
Otte klubber i Danmarksturneringen 1945-46 spillede om tre pladser i slutspillet. 17 klubber i JBU Mesterrækken spillede om én plads i slutspillet. Der var ingen nedrykning, idet rækken blev udvidet tul 20 hold den følgende sæson.

## JBU Mesterrækken Nordkredsen
| Nr | Hold             | K  | V  | U | T | Mf |   | Mi | +/- | P                                          |
| -- | ---------------- | -- | -- | - | - | -- | - | -- | --- | ------------------------------------------ |
| 1  | Herning Fremad   | 14 | 12 | 1 | 1 | 51 | – | 15 | +36 | 25Kvalificeret til JBU Mesterrækken finale |
| 2  | Holstebro BK     | 14 | 6  | 3 | 5 | 34 | – | 25 | +9  | 15                                         |
| 3  | AaB II           | 14 | 7  | 1 | 6 | 30 | – | 29 | +1  | 15                                         |
| 4  | Frederikshavn fI | 14 | 7  | 1 | 6 | 31 | – | 34 | −3  | 15                                         |
| 5  | Aalborg Freja    | 14 | 6  | 0 | 8 | 34 | – | 44 | −10 | 12                                         |
| 6  | Thisted IK       | 14 | 4  | 2 | 8 | 28 | – | 37 | −9  | 10                                         |
| 7  | Viborg FF        | 14 | 5  | 0 | 9 | 31 | – | 44 | −13 | 10                                         |
| 8  | Brønderslev IF   | 14 | 4  | 2 | 8 | 21 | – | 32 | −11 | 10                                         |

 K: Kampe spillet, V: Vundne kampe, U: Uafgjorte kampe, T: Tabte kampe, Mf: Mål for, Mi: Mål imod, +/-: Måldifference, P: Point

 

## JBU Mesterrækken Sydkredsen
| Nr | Hold          | K  | V  | U | T  | Mf |   | Mi | +/- | P                                          |
| -- | ------------- | -- | -- | - | -- | -- | - | -- | --- | ------------------------------------------ |
| 1  | IK Skovbakken | 16 | 12 | 1 | 3  | 47 | – | 30 | +17 | 25Kvalificeret til JBU Mesterrækken finale |
| 2  | Kolding B     | 16 | 9  | 1 | 6  | 40 | – | 30 | +10 | 19                                         |
| 3  | AGF II        | 16 | 7  | 3 | 6  | 45 | – | 38 | +7  | 17                                         |
| 4  | Kolding IF    | 16 | 7  | 2 | 7  | 51 | – | 47 | +4  | 16                                         |
| 5  | Aabenraa BK   | 16 | 8  | 0 | 8  | 36 | – | 37 | −1  | 16                                         |
| 6  | AIA           | 16 | 7  | 2 | 7  | 33 | – | 38 | −5  | 16                                         |
| 7  | Esbjerg fB II | 16 | 6  | 1 | 9  | 27 | – | 37 | −10 | 13                                         |
| 8  | Vejle BK II   | 16 | 5  | 2 | 9  | 30 | – | 34 | −4  | 12                                         |
| 9  | Silkeborg IF  | 16 | 5  | 0 | 11 | 25 | – | 34 | −9  | 10                                         |

 K: Kampe spillet, V: Vundne kampe, U: Uafgjorte kampe, T: Tabte kampe, Mf: Mål for, Mi: Mål imod, +/-: Måldifference, P: Point

 

## JBU Mesterrækken finale
Vinderen kvalificerede sig til semifinalerne og til Kvalifikation til 3. Division.
| 17. maj 1946 |

| Herning Fremad    | 1 - 0 e.f.s. | IK Skovbakken |
| ----------------- | ------------ | ------------- |
| Poul Knudsen 103' |              |               |

| Silkeborg stadion, Silkeborg Tilskuere: 5.500 |

## Slutspil

### Kvalifikation
| Hold til slutspil | Kvalificeret som                       | Øvrige deltagere                      |
| ----------------- | -------------------------------------- | ------------------------------------- |
| Herning Fremad    | Bedst placerede hold JBU Mesterrækken  |                                       |
| AGF               | Bedst placerede JBU-hold i 1. division | AaB                                   |
| Randers Freja     | Bedst placerede JBU-hold i 2. division | Esbjerg fB, Aalborg Chang og Vejen SF |
| Vejle BK          | Bedst placerede JBU-hold i 3. division | Horsens fS                            |

### Semifinaler
| 19. juni 1946 |

| AGF                                                   | 3 - 0   | Vejle BK |
| ----------------------------------------------------- | ------- | -------- |
| Erik Kuld Jensen 1. halvleg' 27' · Claes Petersen 51' | (2 - 0) |          |

| Horsens Idrætspark, Horsens |

| 26. juni 1946 |

| Herning Fremad | 5 - 1 e.f.s.             | Randers Freja |
| -------------- | ------------------------ | ------------- |
|                | Ord. kamp: 1 - 1 (0 - 1) |               |

| Silkeborg stadion, Silkeborg Tilskuere: 4.000 |

### Finale
| 3. juli 1946 |

| AGF                                                                  | 3 - 3 e.f.s.          | Herning Fremad                                           |
| -------------------------------------------------------------------- | --------------------- | -------------------------------------------------------- |
| Svend Harder 31' · Erik Kuld Jensen 1. halvleg' · Olaf Jørgensen 60' | (2 - 1, 1 - 2, 0 - 0) | Chr. Nissen 36' · Oscar Engedahl 83' · Preben Holm 86' · |

| Silkeborg stadion, Silkeborg Tilskuere: 7.000 |

### Finale - omkamp
| 6. juli 1946 19.00 |

| AGF                                                           | 3 - 2   | Herning Fremad                     |
| ------------------------------------------------------------- | ------- | ---------------------------------- |
| Freddy Sørensen 4' · Olaf Jørgensen 40' · Aage Rou Jensen 67' | (2 - 2) | Preben Holm 2' · Chr. Nissen 20' · |

| Silkeborg stadion, Silkeborg Tilskuere: 6.000 |